# Тройняки (Семёновский район)
Тройняки (укр. Тройняки) — село,
Заичинский сельский совет,
Семёновский район,
Полтавская область,
Украина.
Код КОАТУУ — 5324582407. Население по переписи 2001 года составляло 98 человек.

## Географическое положение
Село Тройняки находится на левом берегу реки Хорол,
выше по течению на расстоянии в 2,5 км расположено село Болбасовка (Хорольский район),
ниже по течению на расстоянии в 1,5 км расположено село Бакумовка,
на противоположном берегу — село Весёлый Подол.

## История
Село указано на специальной карте Западной части России Шуберта 1826-1840 годов как Тройньки